# Hipoteza łowiecka
Hipoteza łowiecka – zespół przekonań należących do nurtu psychologii ewolucyjnej i antropologii, w którym twierdzi się, że przejście ludzi pierwotnych ze zbieractwa jako głównego sposobu pozyskiwania jedzenia do polowań (zwłaszcza na duże zwierzęta) stało się silnym impulsem stymulującym ewolucję człowieka.
Wiele danych pokazuje, że człowiek rozumny, w odróżnieniu od innych naczelnych, od dawna żywi się mięsem – je znacznie więcej mięsa niż jakiekolwiek inne naczelne. Budowa przewodu pokarmowego (małe i cienkie jelita nieobecne u małp) i zębów (skamieliny ludzkich zębów miały cienkie szkliwo, które nie nosiło śladów tarcia, pojawiającego się przy spożywaniu dużej ilości pokarmów roślinnych). Człowiek ma olbrzymie trudności z pozyskaniem niezbędnych składników pokarmowych bez diety mięsnej (np. tylko w oparciu o dietę wegetariańską). Organizm ludzki nie produkuje bowiem pewnych witamin, które znajdują się w mięsie (witamina A i witamina B12). 
Zdobywanie pokarmu przez polowania było znacznie bardziej wydajnym sposobem pozyskiwania żywności niż zbieractwo. Wymuszało także: 
- rozwijanie umiejętności posługiwania się narzędziami
- rozwijanie zdolności tworzenia nowych narzędzi
- rozwój postaw społecznych:
  - konformizm – wytworzenie skłonności do działania w grupie jest konieczne we wspólnych przedsięwzięciach takich jak polowanie na grubego zwierza.
  - uleganie autorytetom – uleganie wpływowi przywódcy przyczyniało się do sukcesu w grupowych działaniach (zobacz też: wpływ autorytetu).
  - altruizm – polowanie na duże zwierzęta powoduje, że myśliwy okresowo ma więcej jedzenia niż potrzebuje. Opłaca się wiec dzielić się nią po to, aby uzyskać wzajemność wtedy, gdy inni będą mieć nadmiar pokarmu. W ten sposób mógł się wytwarzać obyczaj wymiany dóbr, obecny dzisiaj we wszystkich społecznościach ludzkich.
- kształtowanie języka jako sposobu porozumiewania się w grupie
- rozwój silnych koalicji, które mężczyźni tworzą we wszystkich społecznościach – sport, nauka, grupy przyjacielskie (polowanie wymaga współdziałania).
- podział pracy na czynności męskie i kobiece.

Poprzez hipotezę łowiecką próbuje się wyjaśnić to, że mężczyźni dbają o swoje dzieci znacznie bardziej niż samce zwierząt roślinożernych. Jeśli bowiem głównym sposobem pozyskiwania żywności jest polowanie to, aby potomstwo mężczyzny przeżyło musi on mięso przynosić z polowania. Ssaki roślinożerne nie stoją przed taką koniecznością.
Hipoteza łowiecka próbuje także wyjaśnić odmienne zdolności kobiet i mężczyzn. Na przykład mężczyźni musieli rozwinąć wyobraźnię przestrzenną (np. zdolność rotowania w wyobraźni przedmiotów – aby trafić biegnącego zająca, mężczyzna musiał umieć przewidzieć – wyobrazić sobie gdzie będzie on za chwilę) oraz sprawności w zakresie motoryki (np. siła, rzut małym obiektem i in.). Rzeczywiście, mężczyźni posiadają znacznie wyższe niż kobiety wyniki w zakresie tych umiejętności. Kobiety natomiast posiadają większe zdolności w komunikacji niewerbalnej i werbalnej (wymagane do porozumiewania się z dziećmi) oraz umiejętności zapamiętywania położenia małych obiektów, co przydawało się w zbieractwie (w pierwotnych plemionach zbieractwem trudniły się przede wszystkim kobiety – zobacz hipoteza zbieracka).
Hipotezę łowiecką bardzo trudno jest udowodnić. Wiele zjawisk, które próbuje wyjaśnić można także tłumaczyć inaczej (na przykład współdziałanie mężczyzn mogło być związane z agresją innych grup społecznych na terytorium, co wymagało tworzenia męskich koalicji zarówno obrońców jak i agresorów).
Hipoteza łowiecka jest też uważana jako częściowo konkurencyjna wobec hipotezy zbierackiej oraz hipoteza czyszczenia.